# 유메미루 댄싱 돌
〈夢見るダンシングドール〉(유메미루 댄싱돌)은
2013년 3월 27일에 발매된 M쓰리의 메이저 데뷔 1번째 싱글이다.

## 트랙 리스트

### 통상반
1. 夢見るダンシングドール(유메미루 댄싱돌)
2. Glory days
3. 夢見るダンシングドール(유메미루 댄싱돌) (Instrumental)
4. Glory days (Instrumental)

### DVD
1. 夢見るダンシングドール(유메미루 댄싱돌) -Video Clip-
2. 夢見るダンシングドール(유메미루 댄싱돌) -Making-